# Портрет папе Иноћентија X
Портрет папе Иноћентија X (шп. Retrato de Inocencio X) је познати портрет који је насликао шпански сликар Дијего Веласкез. Завршио га је током путовања по Италији око 1650. године. Налази се у Галерији Дорије Памфили у Риму.
Мања верзија смештена је у уметничком музеју Метрополитен у Њујорку.